# Vườn quốc gia Lopé
Vườn quốc gia Lopé là một vườn quốc gia nằm ở trung tâm Gabon. Mặc dù có hệ sinh thái chủ yếu là những cánh rừng nhiệt đới theo mùa nhưng ở phần phía bắc của nó là tàn tích cuối cùng của những đồng cỏ savan hình thành trong Kỷ băng hà cuối cùng cách đây 15.000 năm ở Trung Phi. Đây là khu bảo tồn đầu tiên ở Gabon với tên gọi Khu bảo tồn động vật hoang dã Lopé-Okanda được thành lập vào năm 1946. Năm 2007, nó là một phần của cảnh quan văn hóa Lopé-Okanda được UNESCO công nhận là di sản thế giới theo cả hai tiêu chí văn hóa và tự nhiên.